# Anjar, Indien
Anjar är en stad i den indiska delstaten Gujarat, och tillhör distriktet Kutch. Folkmängden uppgick till 87 183 invånare vid folkräkningen 2011. Anjar drabbades hårt vid en stor jordbävning i Gujarat 2001, med många raserade hus ett flertal dödsoffer. 